# کریم ممدوح
کریم ممدوح (انگلیسی: Karim Mamdouh؛ زادهٔ ۱۹۹۳) یک ورزشکار اهل مصر است.
وی همچنین در تیم ملی فوتبال مصر بازی کرده است.